# The Genius：黑色石榴石第七回合
《The Genius：黑色石榴石》（韓語：더 지니어스: 블랙 가넷），是韓國TVN電視台的心理戰遊戲綜藝節目《The Genius》系列第三季，逢周三晚間11點30分（韓國時間）播出，邀請13位各界精英參賽，透過遊戲進行玩家間的心理攻防戰，每集淘汰一名參賽者。遊戲最初每位玩家都有一個寶石籌碼，每個寶石籌碼價值100萬韓圜，玩家通過遊戲賺取寶石籌碼，最終勝利時可以兌換相應金額的獎金。

《The Genius：黑色石榴石》第七回合於2014年11月5日首播。該回合的主要競賽是《星座遊戲》（韓語：별자리 게임），死亡競賽是《12格象棋》（韓語：십이장기）。該回合舉行了黑色任務，而黑色任務是《記憶遊戲》（韓語：기억 게임）

## 資料來源
1. ↑  .   [2014-11-13]. （原始内容存档于2014-10-19）.
2. ↑  .   [2017-09-06]. （原始内容存档于2015-04-20）.